# Шумахов, Сальман Даутович
Сальман Даутович Шумахов — советский государственный деятель, депутат Верховного Совета СССР.

## Биография
Родился в 1903 году. Уроженец аула Эрсакон Адыге-Хабльского района.
Организатор колхозов вместе с Алием Ашибоковым в аулах Жако и Эрсакон.
В 1929—1932 годах — слушатель Ростовской советско-партийной школы. В 1933—1934 гг. вел борьбу с бандитизмом в аулах.
В 1933—1937 гг. — председатель колхоза, председатель райисполкома, начальник Черкесского областного финансового управления.
В 1937 году назначен председателем Черкесского облисполкома.
Был избран депутатом Верховного Совета СССР первого созыва от Черкесска.
С 1940 года работал в ауле Эрсакон директором кирпичного завода и маслосырзавода.
Участник Великой Отечественной войны. В 1942 г. ушел в партизаны из аула Али-Бердуковский в лес защищать близлежащие аулы.
По доносу был выдан немцам и доставлен в Черкесское гестапо.
Был расстрелян в декабре 1942 года. Сумел уничтожить несколько немцев, выхватив автомат у одного из палачей.